# ステロール 24-C-メチルトランスフェラーゼ
ステロール 24-C-メチルトランスフェラーゼ(Sterol 24-C-methyltransferase、EC 2.1.1.41)は、以下の化学反応を触媒する酵素である。
S-アデノシル-L-メチオニン + 5α-コレスタ-8,24-ジエン-3β-オール{\displaystyle \rightleftharpoons }S-アデノシル-L-ホモシステイン + 24-メチレン-5α-コレスト-8-エン-3β-オール
従って、この酵素の2つの基質はS-アデノシル-L-メチオニンと 5α-コレスタ-8,24-ジエン-3β-オール、2つの生成物はS-アデノシル-L-ホモシステインと24-メチレン-5α-コレスト-8-エン-3β-オールである。
この酵素は、転移酵素、特に1炭素基を転移させるメチルトランスフェラーゼのファミリーに属する。系統名は、S-アデノシル-L-メチオニン:チモステロール 24-C-メチルトランスフェラーゼである。その他よく用いられる名前に、Delta24-methyltransferase、Delta24-sterol methyltransferase、zymosterol-24-methyltransferase、S-adenosyl-4-methionine:sterol Delta24-methyltransferase、SMT1、24-sterol C-methyltransferase、S-adenosyl-L-methionine:Delta24(23)-sterol methyltransferase、phytosterol methyltransferase等がある。この酵素は、ステロイドの生合成に関与している。また、補因子としてグルタチオンを必要とする。